# Liste der Naturdenkmale in Mertesheim
Die Liste der Naturdenkmale in Mertesheim nennt die im Gemeindegebiet von Mertesheim ausgewiesenen Naturdenkmale (Stand 4. März 2024).

## Ehemalige Naturdenkmale
| Nr.         | Bezeichnung | Lage                         | Beschreibung                           | Bild                                    |
| ----------- | ----------- | ---------------------------- | -------------------------------------- | --------------------------------------- |
| ND-7332-201 | Eine Linde  | Hauptstraße, bei Nr. 83 Lage | Tilia sp.; Rechtsverordnung aufgehoben | Direkt Bild zu diesem Denkmal hochladen |